# Kroniki Dziedziców
Kroniki Dziedziców (ang. The Heir Chronicles) – cykl książek young adult fantasy autorstwa Cindy Wiliams China. Oryginalne książki wydawane były w latach 2006-2009 oraz 2012-2013. Pierwsza książka z serii, Dziedzic wojowników, była debiutem autorki. Została wydana w styczniu 2006 i zdobyła tytuł Popular Paperbacks for Young Adults nadawany przez Young Adult Library Services Association w 2008.

## Fabuła
Jack dorasta w Trinity, niewielkim miasteczku w Ohio. Pewnego poranka zapomina wziąć lek, który przyjmował od lat z powodu choroby serca, jaką rzekomo przeszedł w dzieciństwie. Po szkole bierze udział w rekrutacji do drużyny piłki nożnej, gdzie odkrywa, że posiada nadzwyczajne umiejętności. Wkrótce w jego domu pojawia się ciotka, Linda, która pozwalając zabrać mu kilku przyjaciół, zabiera go z domu na wycieczkę. W trakcie niej rozdzielają się. Chłopcy odkrywają grób prababki Jacka, obok którego zakopany jest niezwykły miecz. Wkrótce ciotka wyjaśnia podopiecznemu, że należy on do tak zwanych Wajdalotów, czyli ludzi obdarzonych niezwykłymi zdolnościami. Chłopiec przyszedł na świat jako czarodziej. Nie miał jednak kamienia, dzięki któremu osoba z nadprzyrodzonymi zdolnościami może przeżyć. W związku z tym chłopcu wszczepiono kamień wojowników.

## Książki w serii
| Numer w serii | Polski tytuł          | Oryginalny tytuł   | Oryginalny nr ISBN     | Polski nr ISBN         | Data oryginalnego wydania | Długość   |
| ------------- | --------------------- | ------------------ | ---------------------- | ---------------------- | ------------------------- | --------- |
| 1             | Dziedzic Wojowników   | The Warrior Heir   | ISBN 978-0-7868-3917-9 | ISBN 978-83-62170-57-9 | 1 stycznia 2006           | 448 stron |
| 2             | Dziedzic Czarodziejów | Wizard Heir        | ISBN 978-1-4231-0487-2 | ISBN 978-83-64297-04-5 | Maj 2007                  | 458 stron |
| 3             | Dziedzic Smoka        | The Dragon Heir    | ISBN 978-1-4231-1070-5 | ISBN 978-83-64297-18-2 | 12 sierpnia 2008          | 499 stron |
| 4             | Dziedzic Zaklinaczy   | The Enchanter Heir | ISBN 978-1-4231-4434-2 | ISBN 978-83-64297-33-5 | 1 października 2013       | 458 stron |
| 5             | Dziedziczka Guślarzy  | The Sorcerer Heir  | ISBN 978-1-4231-8795-0 | ISBN 978-83-64297-48-9 | 22 października 2013      | 512 stron |